# Naomi Watts
Naomi Ellen Watts (n. 28 septembrie 1968, Shoreham⁠(d), Sevenoaks⁠(d), Anglia, Regatul Unit) este o actriță britanică nominalizată la premiile Oscar.

## Biografie
Watts s-a născut la Shoreham, Kent, în Anglia, unde a trăit până la opt ani. Părinții ei, Peter și Myfawny Watts s-au despărțit când ea avea patru ani și trei ani mai târziu tatăl său a murit. După moartea tatălui, mama a mutat familia în orașul Llangefni (mai exact Llanfawr Farm), pe insula Anglesey în nordul Țării Galilor, unde au trăit cu bunicii lui Naomi, Hugh si Nikki Roberts. Deși mama și-a mutat uneori familia prin Anglia și Țara Galilor, ea a sfârșit întotdeauna prin a se întoarce la Llangefni. Naomi a trăit acolo până la vârsta de 14 ani.
Apoi, în timpul unei excursii, mama s-a convins că Australia este « tărâmul oportunităților » și a mutat familia la Sydney în 1982. Bunica sa, Nikki, era australiană, ceea ce a făcut mai ușoară obținerea documentelor necesare, deoarece Naomi și familia sa aveau dreptul la cetățenia australiană.
Tatăl său era inginer de sunet la Pink Floyd (râsul său maniac izbucnește în Dark Side of the Moon) și mama este descrisă de Watts ca o hippie «cu tendințe pasiv-agresive» care obișnuia să amenințe că o trimite pe ea și pe fratele ei la casa de copii pentru a-i convinge pe bunici să susțină material familia.
La Sydney, Naomi a frecventat câteva școli de actorie (și în timpul primei lecții la prima școală a cunoscut-o pe Nicole Kidman, cu care a luat împreună un taxi pentru a merge acasă). În 1986, s-a oprit cu actoria și a mers în Japonia să lucreze ca model, dar experiența nu a fost fructuoasă și Watts o descrie ca pe una din cele mai proaste perioade din viața ei, care a durat aproape patru luni. La întoarcerea în Australia, Watts a lucrat pentru un magazin local, apoi ca asistentă de editor de modă pentru o revistă de australiană. S-a întors la actorie când un coleg a invitat-o să joace într-o mică piesă. Acest eveniment i-a reaprins pasiunea pentru actorie, a făcut-o să-și părăsească jobul și să se dedice complet carierei de actriță.

## Cariera

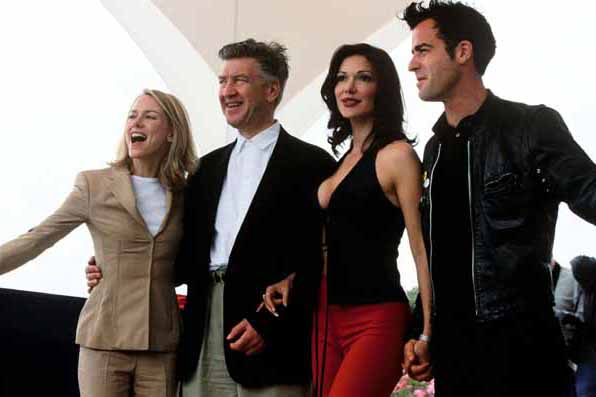
Naomi Watts (stânga) cu regizorul și echipa de la Mulholland Drive la Cannes, 2001 (st-dr, David Lynch, Laura Elena Harring, Justin Theroux) (foto Rita Molnár)

Cariera lui Watts a început la televiziunea australiană, ea apărând în seriale comerciale și în melodrame ca Home and Away și Brides of Christ. A apărut într-un rol secundar în filmul independent de succes Flirting în 1991, alături de viitoare staruri hollywoodiene Nicole Kidman și Thandie Newton. Când Watts s-a mutat din Australia în Statele Unite, a debutat cu un rol secundar în 1995 în filmul Tank Girl.
La Hollywood, lui Watts i-a fost dificil la început să găsească roluri de calitate, ea a apărut în scurtul serial Sleepwalkers și în numeroase producții de serie B, ca Children of the Corn. Cu timpul, Watts a primit roluri secundare mai importante ca în Dangerous Beauty.
Totuși, Watts a câștigat atenția publicului și criticilor abia în 2001, când a apărut în mult apreciatul film al lui David Lynch, Mulholland Drive. Filmul, care a avut premiera la Festivalul de la Cannes în 2001, a lansat-o practic pe Watts. Ea a câștigat premiul "National Society of Film Critics" pentru Cea mai bună actriță și premiul "National Board of Review" pentru Cea mai bună performanță debutantă a anului. Curând după aceea, calitatea și importanța rolurilor lui Watts s-au îmbunătățit și ea a urcat pe lista A a actrițelor de la Hollywood. În 2002, a jucat în unul din cele mai mari succese de box office ale anului, remake-ul unui film japonez de groază, The Ring. Anul următor, a jucat în Ned Kelly, cu Heath Ledger, Orlando Bloom și Geoffrey Rush și în Le Divorce, de Merchant-Ivory, cu Kate Hudson.
Performanța din rolul din 21 Grams al lui Alejandro González Iñárritu, cu Sean Penn și Benicio Del Toro, i-a adus lui Watts prima nominalizare la Oscar ca Cea mai bună actriță.
De atunci, Watts este una din cele mai bine cotate actrițe. A produs și interpretat filmul independent We Don’t Live Here Anymore. S-a reunit cu Sean Penn și Don Cheadle în The Assasination of Richard Nixon, apoi cu Jude Law și Dustin Hoffman în I Heart Huckabees de David O’Russell și a jucat în The Ring 2. Pe lângă proiecte independente ca Ellie Parker, a apărut în 2005 în remake-ul King Kong. Rolul, care a fost jucat în versiunea originală de Faye Wray, se dovedește a fi cel mai mare succes comercial al lui Watts până în prezent. Regizat de Peter Jackson care a făcut și Stăpânul Inelelor, filmul a fost bine primit și a avut încasări de mai mult de 400 milioane de dolari.
Watts a filmat The Painted Veil cu Edward Norton și Live Schreiber, fil care a ieșit pe piață în toamna lui 2006.
În mai 2006, Watts a fost numită ambasadoare specială la Națiunile Unite pentru HIV/SIDA.
Ea a mai apărut în thriller-ul lui David Cronenberg Eastern Promises cu Viggo Mortensen, care a avut premiera la Festivaul Internațional de Film de la Toronto din 2007 și a fost apreciat de critici. Alături de film, Watts a generat, de asemenea, feedback-uri pozitive în rândul criticilor.
A apărut cu Tim Roth în Funny Games (2007) regizat de Michael Haneke, un remake al filmului din 1997 al aceluiași Haneke care a deschis la Festivalul de Film de la Londra. Conform The Daily Telegraph, regizorul a spus că el a fost de acord să facă filmul, cu condiția să i se permită să o aleagă pe Watts.
După o scurtă pauză de la actorie după nașterea celor doi copii, Watts a revenit la film în anul 2009, și a jucat alături de Clive Owen în thriller-ul politic The International. Filmul a fost primit bine de critici și a avut încasări de 60 de milioane $ în întreaga lume. În același an, ea a apărut în drama americană Mother and Child. Ea a portretizat roul lui Elizabeth, o avocată care nu și-a cunoscut niciodată mama biologică. A jucat alături de  Annette Bening, Kerry Washington și Samuel L. Jackson. Pentru acet rol a fost nominalizată la categoria Cea mai bună actriță la Premiul Institutului de Film din Australia și la "Film Independent Spirit Awards".

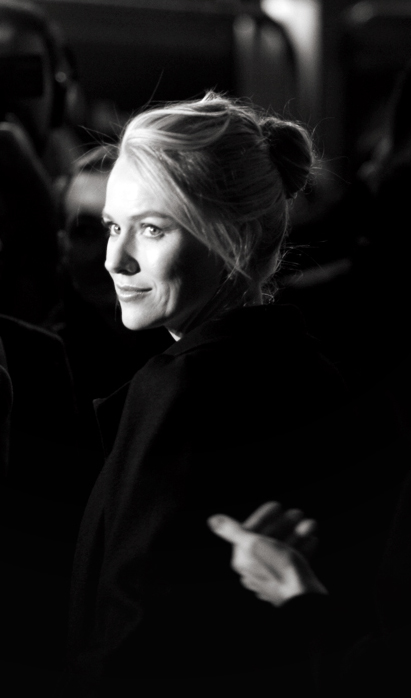
Watts la premiera de la Londra a filmului Eastern Promises, 2007

Următorul ei film, comedia lui Woody Allen You Will Meet a Tall Dark Stranger a deschis Festivalul de la Cannes la 15 mai 2010. Tot în 2010 a jucat rolul Valerie Plame în filmul Fair Game, care, de asemenea, a deschis Festivalul de la Cannes din 2010 și a fost lansat în Statele Unite la 5 noiembrie 2010. Pentru acest rol a făcut pereche pentru a treia oară cu Sean Penn și a fost nominalizată la Satellite Award for Best Actress – Motion Picture.
În ianuarie 2010 a fost distribuită în thriller-ul Dream House, care a avut premiera în septembrie 2011. Regizat de  Jim Sheridan, Watts a jucat alături de Daniel Craig și Rachel Weisz. La începutul anului 2011, Watts a fost distribuită în filmul lui Clint Eastwood J. Edgar, alături de Leonardo DiCaprio în rolul principal. Watts a interpretat-o pe secretara lui Edgar, Helen Gandy. Filmul a fost lansat în decembrie acel an și a avut recenzii amestecate și un câștig de box office de 84 milioane $ în întreaga lume la un buget de 35 milioane $.
În 2012, Watts a jucat rolul principal în The Impossible, un film bazat pe povestea adevărată a Mariei Belón și a familiei acesteia experimentată în timpul tsunami-ului din 2004 din Oceanul Indian. Filmul a primit recenzii foarte pozitive, criticii lăudând performanța lui Watts. Pentru acest rol a fost nominalizată la categoria "Cea mai bună actriță" de Premiul Oscar, Globul de Aur și Screen Actors Guild Award.
Primul ei rol din 2013 a fost drama australiană Adore, care a avut premiera la Festivalul de Film Sundance sub titlul Two Mothers. Următorul ei rol a fost alături de Matt Dillon în Sunlight Jr. și a fost prezentat la Festivalul de Film Tribeca în 2013. A fost distribuită în rolul Dianei, Prințesă de Wales în regia lui Oliver Hirschbiegel în filmul Diana, o dramă biografică a ultimilor doi ani din viața prințesei. O bombă box office, filmul a primit recenzii negative, deși Watts a fost aclamată de un număr de critici.
În 2014 a apărut în dramo-comedia St. Vincent, avându-i drept parteneri pe Bill Murray și Melissa McCarthy. Filmul a avut încasări brute de 43 de milioane dolari față de bugetul de 13 milioane de dolari. La o săptămână după premiera St. Vincent, a fost lansat filmul Birdman în care ea a jucat rolul unei actriță nerealizate de la Hollywood partenara pretențiosului ei partener de pe ecran Edward Norton.

## Viața privată

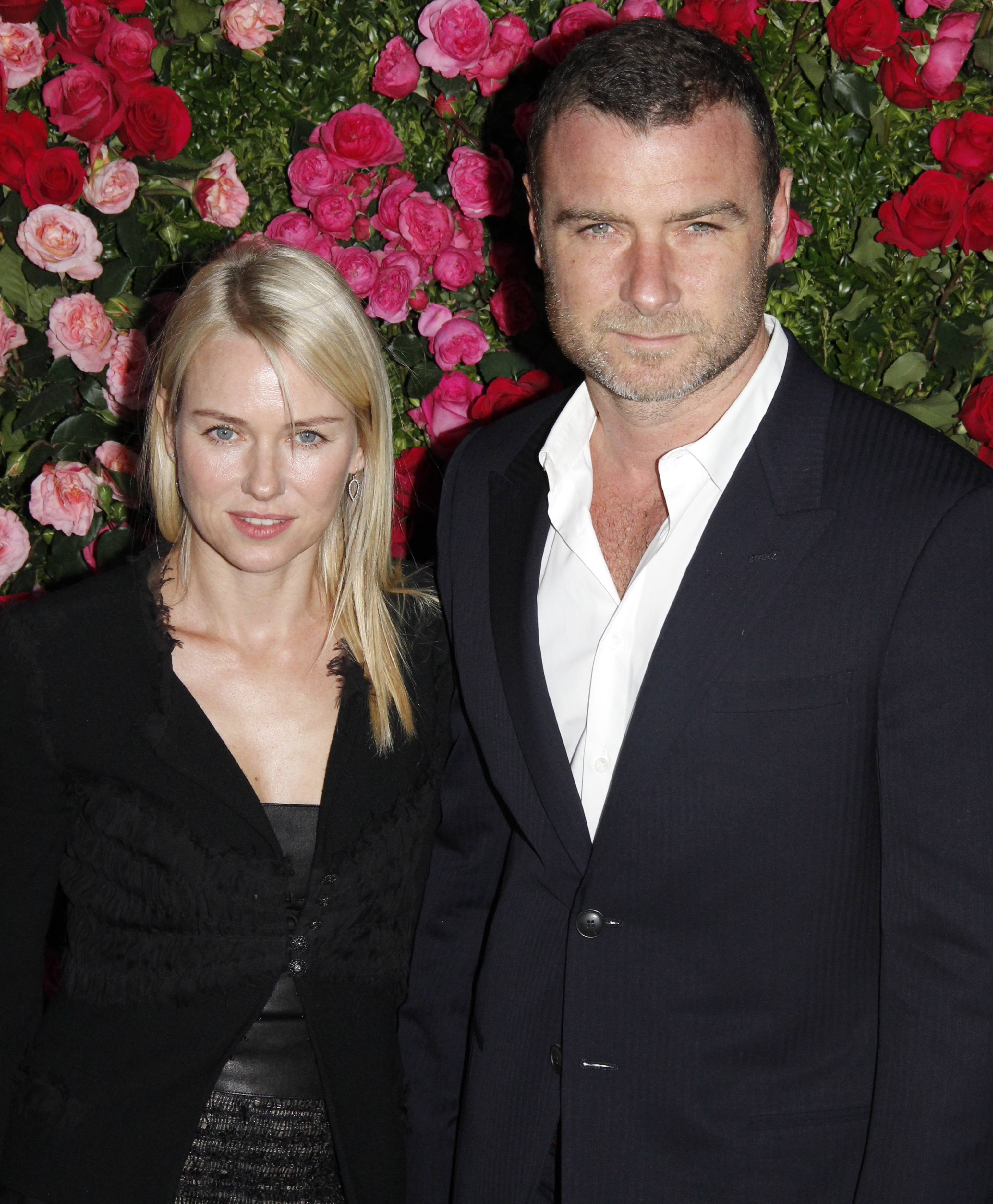
Watts și partenerul său Liev Schreiber în 2012.

Naomi Watts a avut o relație cu regizorul Stephen Hopkins în anii 1990, iar apoi cu actorul Heath Ledger din august 2002 până în mai 2004. Din primăvara lui 2005 Watts este într-o relație cu actorul Liev Schreiber. Cuplul are doi fii, Alexander "Sasha" Pete, născut în iulie 2007 în Los Angeles, și Samuel "Sammy" Kai, născut în decembrie 2008 în New York City. După o pauză temporară din actorie, ea a revenit în filmul The International, primul său proiect de când a devenit mamă. În aprilie 2010 Watts a afirmat că ar vrea să mai aibă un copil dacă ar avea garanția că ar fi fetiță.
Naomi Watts s-a convertit la Budism după ce a căpătat interes cătrea această religie în timpul filmării peliculei The Painted Veil. Ea practică tehnica meditației transcendentale. În 2002 a fost inclusă în lista People Magazine's 50 Most Beautiful People.
Este o prietenă apropiată a actriței australiene Nicole Kidman, cu care s-a cunoscut în adolescență, și cu Benicio Del Toro, cu care a jucat în 21 Grams.
Watts își împarte timpul între Sydney, Los Angeles și New York City.

## Filmografie
| An   | Film                                   | Rol                      | Note |
| ---- | -------------------------------------- | ------------------------ | --- |
| 1986 | For Love Alone                         | Pritena lui Leo          | Debutul |
| 1991 | Flirting                               | Janet Odgers             | |
| 1993 | Matinee                                | Shopping Cart Starlet    | |
| 1993 | Wide Sargasso Sea                      | Fanny Grey               | |
| 1993 | Gross Misconduct                       | Jennifer Carter          | |
| 1993 | The Custodian                          | Louise                   | |
| 1995 | Tank Girl                              | Jet Girl                 | |
| 1996 | Bermuda Triangle                       | Amanda                   | Film TV |
| 1996 | Children of the Corn IV: The Gathering | Grace Rhodes             | |
| 1996 | Timepiece                              | Mary Chandler            | Film TV |
| 1996 | Persons Unknown                        | Molly                    | |
| 1997 | Under the Lighthouse Dancing           | Louise                   | |
| 1998 | A House Divided                        | Amanda                   | Short film |
| 1998 | Dangerous Beauty                       | Guila De Lezze           | |
| 1998 | Babe: Pig in the City                  | Additional voices        | |
| 1998 | The Christmas Wish                     | Renee                    | Film TV |
| 1999 | The Hunt for the Unicorn Killer        | Holly Maddux             | Film TV |
| 1999 | Strange Planet                         | Alice                    | |
| 2000 | The Wyvern Mystery                     | Alice Fairfield          | Film TV |
| 2001 | Never Date an Actress                  | The shallow girlfriend   | Short film |
| 2001 | Ellie Parker                           | Ellie Parker             | Short film |
| 2001 | Down                                   | Jennifer Evans           | Released as The Shaft in America                                                                                     |
| 2001 | Mulholland Drive                       | Betty Elms/Diane Selwyn  | Won numerous awards for this role                                                                                    |
| 2002 | Rabbits                                | Suzie                    | |
| 2002 | The Ring                               | Rachel Keller            | |
| 2002 | Plots with a View                      | Meredith                 | Also released as Undertaking Betty                                                                                   |
| 2002 | The Outsider                           | Rebecca Yoder            | Film TV |
| 2003 | Ned Kelly                              | Julia Cook               | |
| 2003 | Le Divorce                             | Roxeanne de Persand      | Venice Film Festival – Wella Prize                                                                                   |
| 2003 | 21 Grams                               | Cristina Peck            | Recipient of numerous awards for this role                                                                           |
| 2004 | We Don't Live Here Anymore             | Edith Evans              | |
| 2004 | The Assassination of Richard Nixon     | Marie Andersen Bicke     | |
| 2004 | I Heart Huckabees                      | Dawn Campbell            | |
| 2005 | Ellie Parker                           | Ellie Parker             | |
| 2005 | The Ring Two                           | Rachel Keller            | |
| 2005 | Stay                                   | Lila Culpepper           | |
| 2005 | King Kong                              | Ann Darrow               | Recipient of several awards for this role                                                                            |
| 2006 | Inland Empire                          | Suzie Rabbit             | Voce |
| 2006 | The Painted Veil                       | Kitty Fane               | |
| 2007 | Eastern Promises                       | Anna Khitrova            | |
| 2007 | Funny Games                            | Ann Farber               | Fangoria Chainsaw Award for Best Actress (2nd place)                                                                 |
| 2009 | The International                      | Eleanor Whitman          | |
| 2009 | Mother and Child                       | Elizabeth Joyce          | |
| 2010 | You Will Meet a Tall Dark Stranger     | Sally                    | |
| 2010 | Fair Game                              | Valerie Plame Wilson     | |
| 2011 | Dream House                            | Ann Patterson            | |
| 2011 | J. Edgar                               | Helen Gandy              | |
| 2012 | The Impossible                         | Maria Bennett            | Nominalizată la câteva premii                                                                                        |
| 2013 | Movie 43                               | Samantha                 | Segment: "Homeschooled"                                                                                              |
| 2013 | Adore                                  | Lil                      | |
| 2013 | Sunlight Jr.                           | Melissa                  | |
| 2013 | Diana                                  | Diana, Prințesă de Wales | |
| 2013 | The Last Impresario                    | Herself                  | Watts is an interviewee in this documentary about her close friend Michael White, which she also associate produced. |
| 2014 | St. Vincent                            | Daka                     | |
| 2014 | Birdman                                | Lesley                   | |
| 2015 | While We're Young                      | Cornelia                 | |
| 2015 | The Divergent Series: Insurgent        | Evelyn Johnson-Eaton     | |
| 2015 | Sea of Trees                           | Joan Brennan             | Post-producție |
| 2015 | Demolition                             | Karen Mareno             | Post-producție |
| 2016 | Shut In                                | Mary                     | Filmare |

## Televiziune
| An        | Film             | Rol               | Note          |
| --------- | ---------------- | ----------------- | ------------- |
| 1990      | Hey Dad..!       | Belinda Lawrence  | 2 episoade    |
| 1991      | Brides of Christ | Frances Heffernan | TV miniseries |
| 1991      | Home and Away    | Julie Gibson      | 19 episoade   |
| 1997–1998 | Sleepwalkers     | Kate Russell      | 9 episoade    |

## Jocuri video
| An   | Titlu                                                     | Rol        |
| ---- | --------------------------------------------------------- | ---------- |
| 2005 | Peter Jackson's King Kong: The Official Game of the Movie | Ann Darrow |

## Diverse
A apărut pe coperta lui Australian Empire Magazine în martie 2003 pentru Femeia anului 2002.
A fost votată a 14-a cea mai sexy star feminină în Australian Empire Magazine în septembrie 2002.
A acceptat rolul din 21 Grams (2003) fără să citească scenariul în prealabil.
L-a cunoscut pe Heath Ledger pe platoul filmului Ned Kelly (2003), și cei doi au fost împreună până în mai 2004. A acompaniat-o la ceremonia premiilor Oscar în 2004.
Actrițele sale favorite sunt Meryl Streep, Jodie Foster și Julianne Moore. Cântăreții/formațiile favorite sunt Fiona Apple, Coldplay, Björk, Radiohead, Cat Stevens și Pink Floyd.
Regizorul David Lynch i-a oferit rolul din Mulholland Dr. (2001) după ce i-a ales poza dint-o stivă de fotografii de actori.
A interpretat și a produs în 2001 Ellie Parker care a devenit un fel de clasic cult despre dificultățile unei actrițe debutante în Hollywood. Scurt-metrajul din 2001 a fost transformat în lung-metraj în 2005 la Sundance Film Festival.
A ocupat locul 76 pe lista Power in Entertainment (Puterea în Industria Spectacolului) în revista Forbes în 2005.
A avut un accident teribil pe platoul lui King Kong în Noua Zeelandă (2005). A căzut de pe o înălțime într-un canal, spre șocul echipei. Datorită faptului că face yoga a rămas fără sechele.
A fost acompaniată de prietenul ei Liev Schreiber la premiera americană a lui King Kong (2005)

## Citate
“Durerea este un lucru atât de important în viață. Cred că orice artist trebuie să experimenteze suferința. Și nu e suficient odată; trebuie să se repete. Tenebrele nu sunt un lucru peiorativ."
“Sunt o mulțime de schelete în dulapul meu, dar știu ce haine poartă fiecare. Nu voi interpreta rolurile viitoare fiindu-mi rușine de ele” - despre cariera sa timpurie.
"Naivitatea totală m-a adus la Hollywood. Am crezut că va veni imediat [succesul]. Mi-am spus ‘dacă în 5 ani nu se întâmplă, îmi iau tălpășița’. Si am ramas zece ani!"
“Mă simt confortabil pe platou. Covorul roșu, vorbitul despre film, explicarea vieții, sunt lucruri care nu-mi vin în mod natural. Sunt lucruri necesare presupun dar nu sunt punctul meu forte."
"Mă regăsesc gravitând spre dramă. Mă interesează. În cărțile pe care le citesc, în tablourile care îmi plac, este întotdeauna ceva întunecat."
"Pentru dosar, sunt de fapt britanică la fel ca australiană. Oamenii cred întotdeauna că sunt australiană dar mă bucur că britanicii mă revendică. Sunt de-a lor."
"În loc să ma gândesc la cum să încetinesc procesul îmbătrânirii, îmi propun să schimb regulile'"
"Orice s-ar spune că rolurile sunt rare, intenționez să continuu să lucrez. Cu siguranță acum rolurile sunt cât se poate de interesante – mame, femei divorțate. Cred că va fi excitant să joc o mamă de adolescenți. Cu cât viața e mai lungă, cu atât mai profundă devine."
"Mama m-a dat la școala de teatru când aveam 14 ani. Am mers acolo câtva timp, poate a fost un mod de a mă face să tac."
"Ne e atât de frică de moarte în cultura noastră, dar cred că dacă am înțelege-o mai bine, am aprecia viața mai mult." – comentariu la 21 Grams (2003).
"Oameni care au văzut 21 Grams (2003) mi-au spus, 'Ești atât de curajoasă să te arăți așa'. Asta mă șochează. Cred că asta este munca unui actor, să se rătăcească într-un rol."
"Trebuie să trăiești în pace cu tine însuți. Cheia este să găsești armonie în ce ai." citat din nr. din 1 februarie 2005 al WOMAN'S WORLD
Dacă va trebui să produc filme, să regizez filme, orice e necesar ca să schimb felul în care Hollywood tratează femeile în vârstă, o voi face. Dacă va trebui să schimb regulile, o voi face. Dacă va trebui să nu le respect, o voi face.
"Chiar și în timpul celor mai intense scene cu Sean Penn (în 21 Grams, 2003), am găsit modul de a ne simți bine. Cu siguranță, am momentele mele întunecate, dar sunt și genul de fată pe care o vezi conducând pe șosea și ascultând Blondie."
"Este întotdeauna stresant să te dezbraci în film. Dar făcând-o cu o femeie m-am simțit mai în siguranță decât cu un bărbat. Știi că poți spune ‘Nu mă apuca de acolo : am celulită!" [după ce a fost întrebată dacă a fost greu să facă o scenă de dragoste cu o femeie (Mulholland Drive, 2001)
"Îmi place întotdeauna să fiu în compania femeilor. E ca o conversație plăcută și un vin bun."
“Sensul succesului pentru mine este a nu avea de a face o audiție. Dacă aș ști că nu mai am de a face o audiție vreodată, sau nu prea, ar fi destul. Audițiile sunt atât de umilitoare și degradante. Ai cinci minute pentru o scenă pe care l-ai studiat șase ore și intri într-o cameră plină de oameni cu care abia dacă te vezi. Sunt plictisiți și frustrați că nu găsesc persoana potrivită, energia îți piere imediat și e greu să strălucești. Tot trecând prin acest proces, devii atât de rănită și de reținută că este imposibil să dai ce e mai bun din tine. De aceea n-o să uit niciodată ce a făcut David Lynch pentru mine. Când m-a ales pentru Mulholland Drive, eram literalmente cu moralul la pământ și totuși a reușit să-mi scoată toate aceste măști.”
“E jenant să recunosc dar cănd eram copil, unul din filmele care a avut o mare influență asupra mea a fost Fame[1980]. Și nu pentru că visam să fiu faimoasă. Ci literalmente pentru că voiam să fiu în sala aia de clasă dansând pe mese cu jambiere. [râsete] Voiam să fac șpagate în aer cu un tip negru prinzându-mă când reveneam jos. Cred că mulți oameni care își aleg actoria ca profesie simt în modul ăsta.”
[despre David Lynch] "Obține ce e mai bun în tine, deși ce e mai bun nu e neapărat ce e bine. Ce e mai bun poate fi și partea obscură."